# Régiment de Hong Kong
Ne doit pas être confondu avec Régiment royal de Hong Kong.
Le régiment de Hong Kong (Hong Kong Regiment) est une unité d'infanterie de l'armée indienne britannique créée dans le but de faire partie de la garnison de Hong Kong. Fondé en 1891, il est dissout très rapidement en 1902 après une plainte du bureau de l'Inde sur son coût d'entretien.

## Histoire
Le régiment de Hong Kong est créé à la suite d'une recommandation de 1886 pour qu'un bataillon supplémentaire rejoigne le corps du service militaire de Hong Kong (en) en garnison dans la colonie. Il est recruté par l'armée indienne britannique parmi les Indiens indigènes de l'Inde du Nord et détaché auprès de l'armée britannique. Il arrive pour la première fois à Hong Kong en 1892 et reçoit l'autorisation de ses officiers britanniques de participer au financement et à la reconstruction de la mosquée de Kowloon (en) pour les « mahométans de la Haute-Inde ».
Les soldats reçoivent des éloges pour leurs normes d'exercice et de discipline. Les premières recrues sont apparemment si douées pour le tir que le commandant du Small Arms School Corps (en) aurait déclaré qu'il y a « peu de choses que nous pouvions leur apprendre ». Un article du  Daily Telegraph le décrit comme un « régiment fanfaron », et le commandant en chef des forces, Frederick Roberts, le félicite vivement lors de sa première inspection, ce qui est fréquemment répété par les gouverneurs de Hong Kong.
En 1899, le régiment est déployé pour réprimer les troubles dans les Nouveaux Territoires nouvellement acquis. L'uniforme kaki est porté pour les tâches ordinaires (voir photo ci-dessus), mais un uniforme de grande tenue écarlate et bleu est autorisé pour les cérémonies par temps froid.
Le régiment participe activement à la répression de la révolte des Boxers mais, en 1902, le bureau de l'Inde exige qu'il soit dissous en raison du coût de son entretien, car ses soldats sont mieux payés que les autres régiments du Raj britannique et il peut donc sélectionner sans concurrence ses nouvelles recrues. Cette demande est acceptée et les soldats du régiment sont transférés au 67e Punjabis (en), nouvellement renommé. Leurs couleurs sont déposées à la cathédrale Saint-Jean-l'Évangéliste de Hong Kong, mais sont plus tard perdues pendant l'occupation japonaise de Hong Kong de 1941 à 1945.